# Torre del Agua de Jerez
La Torre del Agua es una torre de abastecimiento de agua, construida por el arquitecto Fernando De la Cuadra para el abastecimiento del barrio de la Plata de Jerez de la Frontera.

## Historia de la barriada
Por orden del ministro de trabajo , José Antonio Girón, se realizó con el diseño del arquitecto Fernando de La Cuadra en 1940 (arquitecto municipal desde 1935 a 1971) una nueva barriada en Jerez de 880 viviendas. El diseño que se dio entonces a la barriada fue objeto de estudio y admiración siendo modelo de urbanización para el siglo XX.

## La Torre del Agua
La torre se trata de un depósito de abastecimiento de agua construido para almacenar el agua llegada del manantial de Tempul a través de los depósitos de los jardines del zoo de Jerez.

## Rehabilitación y uso actual

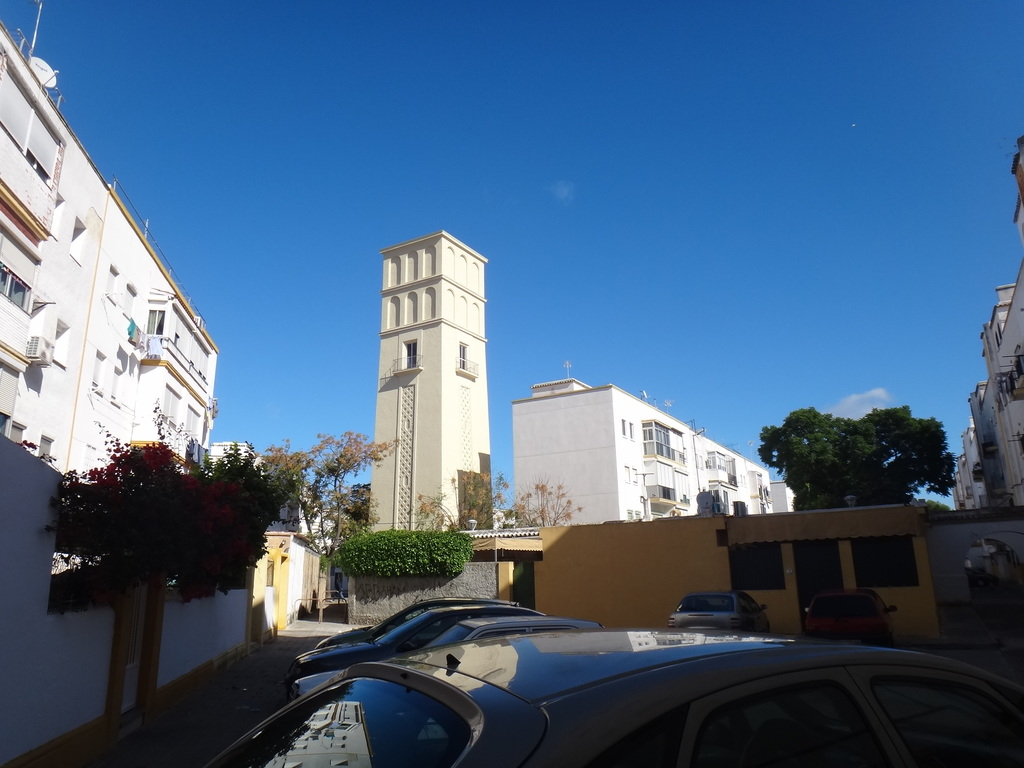
Torre en su barrio.

Después de diversas manifestaciones por parte de la asociación de vecinos el Ayuntamiento comenzó en septiembre de 2014, siendo una demanda histórica de los vecinos de la barriada y que forma parte de la historia y de la vida cotidiana de la barriada. La reforma consistió principalmente en la limpieza de la fachada, la limpieza de las pintadas acrílicas en las zonas inferiores, la restauración de la celosía, la pintura acrílica en las zonas inferiores, pintura de la fachada y de la cerrajería y la colocación de la trampilla en cubierta.
Anteriormente, se realizaron actuaciones en las cornisas para sustituir las que se encontraban sueltas o deterioradas y sustituirlas por otras y se han realizado también mejoras en la impermeabilización de la cubierta y los balcones.
Su uso actual es de sede de la Agrupación Fotográfica Jerezana San Dionisio, tras un compromisos acordado entre la agrupación y la delegación de Cultura para tener siempre una exposición permanente de fotografía en la planta baja de la torre y las dependencias administrativas y propias de la asociación en la 2º planta.